# クリス・ブラント
クリストファー・ブラント（Christopher Brunt、1984年12月14日 - ）は、北アイルランド出身の元サッカー選手。現役時代のポジションは左サイドのウィンガー、あるいは攻撃的ミッドフィールダー。北アイルランド代表では左サイドバックとしてもプレーした。

## クラブ経歴
北アイルランド・ベルファストの出身。父コリンはラグビーユニオンの選手だった。ユース期をイングランドのミドルズブラで過ごすが、ファーストチームでの出場は無いままローン移籍したシェフィールド・ウェンズデイでプロデビューを飾る。そのままウェンズデイに完全移籍したブラントは3年半に渡り主力として活躍。2006–07シーズンにはチャンピオンシップで10ゴールを決め、翌2007-08シーズン開幕直後に同じくチャンピオンシップのウェスト・ブロムウィッチ・アルビオンに引き抜かれた。移籍金は300万ポンドほどとみられる。その後ウェスト・ブロムでは10年で300を超える試合に出場し、2008-09シーズンにはプレミアリーグで9得点、2010-11シーズンにはリーグ2位となる11アシストを記録している。スコット・カーソンの移籍後は、2015年のダレン・フレッチャー加入まで主将を務めた。
2020年9月7日、ブリストル・シティFCと単年契約を結んだ。

## 代表経歴
2004年より北アイルランド代表に選出。2009年の2010 FIFAワールドカップ予選サンマリノ戦でフリーキックからゴールを記録している。UEFA EURO 2016予選では左サイドバックとしてチームの同大会初出場に貢献するが、同年2月の十字靭帯負傷により本大会出場はならなかった。
2012年のロンドン五輪ではグレートブリテン代表の候補となったが、最終的には選出されなかった。